# 维奥尔琴
| 維奧爾琴                                                                        |
| ------------------------------------------------------------------------------- |
| 英語：Viol 義大利語：Viola da gamba 法語：Viole de gambe                        |
| 維奧爾琴家族，左起：高音、中音和低音維奧爾琴，第四把為倍低音維奧爾琴（Violone） |
| 分類                                                                            |
| 弦鳴樂器、弦樂器                                                                |
| 調音（高音、中音／次中音、低音）                                                |
| 維奧爾琴的調音圖，西爾維斯特·加納西繪（1542年）                                 |
| 相關樂器                                                                        |
| 上低音提琴、柔音中提琴、低音維奧爾琴、低音里拉琴、臂里拉琴                      |
| 音樂家                                                                          |
| Category:維奧爾琴演奏家                                                         |

维奥尔琴（義大利語：viola da gamba），又譯「古提琴」，属于弓弦乐器，声音柔和并稍带簧片的音色。整个维奥尔琴族，即使最小的一种雖然只有小提琴或中提琴的大小，和音調較常見的大型古提琴為高，但實際預設演奏姿勢也像大提琴一样，是夹在两膝间竖着(放在樂手的座椅上)演奏的。与小提琴不同，各种大小的维奥尔琴在指板上都有许多弦品，按弦时需要对着它们按下。

## 分类
维奥尔琴族有多种大小，其中主要的三种是高音维奥尔琴、中音维奥尔琴和低音维奥尔琴，它们多有五、六、七条弦，有時會把柔音中提琴歸入此類。

## 历史
维奥尔琴族出现的时代大致稍早於小提琴，而且在十六和十七世纪大量用于室内乐。它们的声音柔和并稍带簧片的音色，这使它们成为那个时代对位音乐的理想乐器。但由于它产生不出小提琴的大音量，因而在十七世纪后期随着演出场地的扩大而开始失宠，漸被以維奧爾琴為藍本，但運弓和指法接近小提琴的大提琴和低音提琴取代。
但因為能產生不同於當代大提琴和低音提琴的音色，為忠實地表現巴洛克音樂和文藝復興時期的音樂，一部分演奏家和樂團重新使用這些仿古的樂器。